# Partia Socjalistyczna (Portugalia)
Partia Socjalistyczna (port. Partido Socialista, PS) – lewicowa portugalska partia polityczna. Założona w 1973 roku w niemieckim mieście Bad Münstereifel, przez członków organizacji Portugalska Akcja Socjalistyczna (Acção Socialista Portuguesa). Partia ta jest członkiem Międzynarodówki Socjalistycznej i Partii Europejskich Socjalistów.

## Historia

### Geneza

#### Portugalska Partia Socjalistyczna
Portugalska Partia Socjalistyczna założona została w 1895 roku, jej założyciele wywodzili się głównie z mieszczaństwa i inteligencji, znajdowali się w niej republikanie, antyklerykałowie oraz robotnicy. Partia nie zdobyła szerszego poparcia. Po obaleniu w 1910 roku monarchii i krótkim okresie republikańskim w latach od 1910 do 1926, socjaliści nie odgrywali znaczącej roli politycznej. W 1924 roku partia liczyła zaledwie dwa i pół tysiąca ludzi. Robotnicy portugalscy podobnie jak to miało miejsce w sąsiedniej Hiszpanii, bardziej zainteresowali się anarchosyndykalizmem niż socjalizmem. W 1926 roku wojskowi dokonali zamachu stanu i obalili republikę, proces faszyzacji kraju, zahamował rozwój ruchu socjalistycznego. W 1933 roku dyktator Portugalii António de Oliveira Salazar wprowadził wzorowaną na faszystowskiej konstytucję, w której zdelegalizował partie opozycyjne. W wyniku represji Partia Socjalistyczna upadła. W siłę rosła inna lewicowa formacja, Portugalska Partia Komunistyczna, która w okresie 50 lat podziemnej działalności zachowała swoje struktury w kraju i na emigracji.

#### Opozycja antysalazarowska
Od czasu wprowadzenia reżimu prześladowano przeciwników politycznych rządu. W latach 1932–1934 socjaliści działali w Sojuszu Republikańsko-Socjalistycznym, w latach 1942-44 w Związku Socjalistycznym, w okresie 1950-1954 we Froncie Socjalistycznym a w latach 1955-1964 w Republikańsko-Socjalistycznym Ruchu Oporu. Ciągła konieczność reorganizacji ruchu uniemożliwiała zdobycie szerszych wpływów, większość robotników popierała konkurencyjną Partię Komunistyczną.
W czasie II wojny światowej doszło do zjednoczenia opozycji demokratycznej. W 1943 roku socjaliści, komuniści i republikanie weszli w skład Zjednoczonego Antyfaszystowskiego Ruchu Narodowego. Działacze koalicji uważali że wraz z upadkiem faszyzmu w Europie ustrój ten upadnie także w Portugalii. Istnienie dyktatury uratował jednak wybuch zimnej wojny. Wraz z zimną wojną doszło do rozłamu między uczestnikami frontu antysalazarowskiego a współpraca komunistów i socjalistów została zakończona.
Do ponownego jednoczenia się opozycji doszło w okresie kryzysu w latach 50. i 60. W grudniu 1961 roku powołano Patriotyczny Front Wyzwolenia Narodowego, postulował on uwolnienie więźniów politycznych, przywrócenie demokracji, niezależność związków zawodowych, zniesienie cenzury i przyznanie niepodległości koloniom Portugalii. W 1964 roku emigranci portugalscy założyli Akcję Socjalistyczną. W 1965 roku partia opracowała tzw. program minimum, program zaakceptowany został przez opozycjonistów; komunistów, chrześcijańskich demokratów i monarchistów. Postulował on m.in. ochronę gospodarki Portugalii przed obcymi wpływami i amnestię więźniów politycznych. W 1972 Akcja została przyjęta do Międzynarodówki Socjalistycznej.

##### Portugalska Akcja Socjalistyczna
W 1973 roku na emigracji w Niemczech Zachodnich powstała kontynuatorka Akcji Socjalistycznej, Portugalska Akcja Socjalistyczna. Jej sekretarzem generalnym został Mário Soares. Głównym celem jaki postawiła sobie partia była budowa sieci komórek partyjnych w kraju. W 1969 roku rozpoczęła się krótkotrwała liberalizacja reżimu. Powstała wówczas półlegalna Demokratyczna Komisja Wyborcza skupiająca: socjalistów, monarchistów, komunistów, republikanów i chrześcijańskich demokratów. Po represjach na jej działaczach, zdecydowała się ona nie startować w wyborach. W 1973 roku powstał Portugalski Ruch Demokratyczny, który przekształcił się w partię.
25 kwietnia 1974 roku doszło do demokratycznego, wojskowego przewrotu zwanego rewolucją goździków. Obalono istniejącą 48 lat dyktaturę. Inicjatorem rewolucji był Ruch Sił Zbrojnych, organizacja młodych oficerów, która postawiła sobie cel likwidacji dyktatury i zakończenia trwających trzynaście lat wojen kolonialnych w Angoli, Mozambiku oraz Gwinei Bissau. Ruch Sił Zbrojnych powołał Komitet Ocalenia Narodowego, który rozpoczął reformy demokratyczne. Z emigracji wrócili działacze opozycji w tym lider Akcji Socjalistycznej, Mario Soares.
W chwili obalenia reżimu Portugalska Akcja Socjalistyczna liczyła około 30 tysięcy osób. Dość szybko rosła liczba członków partii, a Akcja stała się jedną z najważniejszych partii w kraju. W maju 1973 przyjęto program partii. Głównym celem stała się budowa demokracji oraz społeczeństwa bezklasowego odrzucając przy tym postulat dyktatury proletariatu. Socjaliści postulowali uznanie niepodległości kolonii portugalskich, amnestię dla więźniów politycznych, przyznanie wszystkim obywatelom w wieku od 18 lat prawa wyborcze etc. W gospodarce domagano się walki z monopolami, utworzenie sektora państwowego, reformę systemu podatkowego i ubezpieczeniowego oraz politykę pełnego zatrudnienia.
Na arenie międzynarodowej domagano się budowy w Europie systemu bezpieczeństwa zbiorowego, redukcji armii, nawiązania stosunków ze wszelkimi państwami bez względu na ich ustroje polityczne oraz jak najszybsze rozwiązanie problemu kolonialnego.
Uznano za realne współpracowanie socjalistów i komunistów, odrzucono postulat frontu ludowego zaproponowany przez Partię Komunistyczną. Kolejne cele ogłoszono na zjeździe partii w grudniu 1974 roku, Portugalia miała stać się ustrojem „socjalizmu w wolności”, obejmującego pluralizm polityczny. „Socjalizm w wolności” opierać się miał na socjalizmie humanistycznym, marksistowskim i chrześcijańskim. Na zjeździe PSP określiła się jako partia marksistowska. Lider partii, Soares ogłosił, że celem PSP jest obalenie kapitalizmu i utworzenie społeczeństwa socjalistycznego, które kierować się będzie zasadami humanizmu. Na I Zjeździe ujawniły się podziały między prawicowym i lewicowym skrzydłem socjalistów. Lewicę partyjną reprezentował Manuel Serra, przedstawiciele tej grupy krytykowali kierownictwo za zbytni konserwatyzm i mówili o konieczności współpracy z PPK.

### Miejsce PSP/PS na scenie politycznej lat 70.

#### Rządy tymczasowe
W lipcu 1978 roku linia polityczna PSP uległa dużej zmianie. Partia przesunęła się na pozycję bardziej prawicową. Socjaliści uczestniczyli w czterech (na pięć) rządów po upadku reżimu. Obok socjalistów w skład rządów wchodziła Portugalska Partia Komunistyczna i Partia Ludowo-Demokratyczna określająca się jako prawicowa (od 30 września 1974 roku pod nazwą Partia Socjaldemokratyczna) – będąca jednak w rzeczywistości partią prawicową. Wraz z nimi partia socjalistyczna przeprowadziła proces nadania koloniom niepodległości i defaszyzacji Portugalii. Rząd koalicyjny zaczął się dość szybko rozpadać, z jednej strony zarysowała się MFA i PPK, a z drugiej PSP i PPD. Rządowi udało się udaremnić próbę zamachu stanu przeprowadzonego przez autorytarnych wojskowych. 30 września 1974 roku ze stanowiska ustąpił tymczasowy prezydent António de Spínola, którego osoba łączyła partie koalicji. Trudności rządu doprowadziły do radykalizacji nastrojów oraz wzrostu znaczenia Partii Komunistycznej i lewicowego skrzydła MFA.
Duże spory wywołała przyszłość związków zawodowych. W okresie dyktatury istniało 313 związków branżowych podporządkowanych reżimowi. W okresie demokracji wystąpiły dwie koncepcje' socjaliści i ludowi demokraci opowiedzieli się za pluralizmem i utworzeniem kilku central, PPK chciała natomiast utworzyć jedną centralę. W czerwcu 1974 roku komuniści z PPK utworzyli centralę „Intersindical” w skład której weszło 180 nowych związków zawodowych. W odpowiedzi na rosnące siły PPK, PSP oskarżyło Ruch Sił Zbrojnych o infiltrację komunistyczną i zagroziła wyjściem z koalicji rządowej.
Do kolejnych sporów w rządzie doszło między styczniem a lutym 1975 roku, gdy partia komunistyczna zaproponowała instytucjonalizację MFA. Socjaliści sprzeciwili się temu postulatowi. Komuniści oskarżali PSP o przejście w prawo i umocnienie władzy monopoli. W styczniu 1975 roku wewnątrz partii socjalistycznej doszło do rozłamu. Działacze związani z Serrą utworzyli własną partię, Ludowy Front Demokratyczny zbliżony do kierownictwa PPK.
Do zwrotu w portugalskiej rewolucji doszło 11 marca 1975. Generał de Spinola próbował przeprowadzić pucz wojskowy, który został jednak zdławiony, a de Spinola uciekł z kraju. Nieudany pucz doprowadził do wzrostu znaczenia radykalnej lewicy i przyspieszenia przemian. Ruch Sił Zbrojnych stał się instytucją, rozwiązano Komitet Ocalenia Narodowego przekazując jego uprawnienia Radzie Rewolucyjnej. 25 marca powstał czwarty już rząd tymczasowy, wzrosły w nim wpływy lewicy wojskowej i komunistów, osłabły natomiast wpływy partii socjalistycznej. Mario Soares utracił stanowisko ministra spraw zagranicznych. Rząd po pewnym czasie poszerzony został o Portugalski Ruch Demokratyczny, co wzmocniło pozycję bloku MFA i PPK. Socjaliści sprzeciwili się udziałowi Ruchu Demokratycznego w rządzie uważając, że jest on przybudówką PPK i wzmacnia jedynie silną rolę komunistów.
Rząd koalicyjny podjął decyzję o nacjonalizacji kluczowych elementów gospodarki, banków (z wyjątkiem zagranicznych), towarzystw ubezpieczeniowych, rząd ustanowił też reformę rolną. Po przeprowadzeniu kluczowych reform rozpoczęły się wybory do Zgromadzenia Konstytucyjnego. PSP deklarowała, że jej głównym celem jest budowa ustroju socjalistycznego i wprowadzanie zasad sprawiedliwości społecznej. PSP opowiadała się za stopniowymi zmianami. Wybory z 1975 roku okazały się zwycięstwem PSP, która uzyskała 37,8%, jej lewicowi rywale, PPK i MDP, uzyskali kolejno 12,5% i 4,1% poparcia. Na koalicję partii rządzących (łącznie z prawicową Partią Ludowo-Demokratyczną, która uzyskała 26,4%) przypadło aż 80% głosów wyborców.
Po wygranych wyborach, Soares stwierdził, że program PSP pozostaje zbieżny z celami ogłoszonymi przez MFA, odnowiono deklarację o sojuszu między MFA, PPD i PSP. Zarówno PPK i MFA popierały szereg reform m.in. wprowadzenie reformy rolnej, wprowadzenie demokracji bezpośredniej poprzez powołanie zgromadzeń ludowych. Zmiany te nie podobały się socjalistom, umocniło to jedynie konflikt między nimi a Ruchem Sił Zbrojnych.
Z rządu wystąpili zarówno socjaliści i ich prawicowi sojusznicy, doprowadziło to do upadku rządu. Wewnątrz MFA coraz większą rolę odgrywała centroprawica popierana przez partię socjalistyczną. 8 sierpnia 1975 generał Goncalves powołał piąty rząd tymczasowy, został on wyłoniony nie spośród partii lecz spośród polityków wojskowych i cywilnych nie związanych z żadną z partii politycznych.
Poparcia rządu odmówiła PSP, której nie podobała się taka formuła rządów, socjaliści zarzucali premierowi prokomunistyczną postawę. W kraju doszło do zamieszek, doszło m.in. do zniszczenia lokali PPK. Socjaliści wykorzystali sytuację do odsunięcia komunistów ze związków zawodowych i administracji terenowej oraz eliminacji radykalnej lewicy w MFA. Od maja do sierpnia 1975 roku, socjaliści bojkotowali pracę rządu. Doszło też do rozłamu wewnątrz MFA. Ze względu na brak poparcia centrolewicy i centroprawicy rząd Goncalvesa upadł, a do głosu w wojsku doszły środowiska bliskie centrum.
Rada Rewolucyjna na nowego premiera wybrała umiarkowanego admirała Jose Pinheiro de Azvedo. Utworzony 19 września 1975 roku rząd składał się z 4 socjalistów, 2 prawicowców, 1 komunisty, pięciu wojskowych oraz trzech niezależnych polityków. PSP coraz bardziej zbliżała się w stronę prawicy, wcześniej głównym elementem tej polityki był antykomunizm, stopniowo PSP poróżniła się z innymi ugrupowaniami lewicy swoją postawą odnośnie do przyszłości MFA. PSP i PPD opowiadały się za odsunięciem wojskowych z MFA od polityki. Druga po PSP największa siła lewicy, PPK widziała w MFA sojusz wojska z ludem i gwaranta postępowych reform.
20 listopada 1975 roku z inicjatywy PSP i PPD zawieszono działalność MFA. Rewolucyjnie nastawione wojska w odpowiedzi ogłosiły stan pogotowia. 25 listopada doszło do nieudanej próby zamachu stanu lewicy na lewo od socjalistów, zamach wykorzystała prawica, która zażądała odsunięcia wojskowych od udziału w polityce.

#### Rząd mniejszościowy, rząd koalicyjny z prawicą
W wyborach parlamentarnych z 25 kwietnia 1976 roku, które rozpoczęły proces stabilizacji portugalskiej sceny politycznej, PPS uzyskała 34,9% poparcia i 107 mandatów w 263 osobowym Zgromadzeniu Republiki. Tym samym okazała się największą partią w parlamencie. Swoją kampanią oparła na konsolidacji osiągnięć rewolucji (a nie jej poszerzanie jak chciały ugrupowania na lewo od Partii Socjalistycznej). PSP zapowiedziała reorganizacje firm państwowych tak, aby stały się one samowystarczalne. Likwidacja deficytu nastąpić miała na skutek wzrostu aktywności produkcyjnej przedsiębiorstw oraz zwiększenia funduszy przeznaczonych na inwestycje firm portugalskich i zagranicznych. Głównym elektoratem partii była część klasy robotniczej, intelektualiści, bogaci chłopi z północy i klasa średnia straszona „dyktaturą komunistyczną” na wypadek zwycięstwa sił radykalniejszych od centrolewicy. 73 mandaty dostali ludowi demokraci, 42 Centrum Demokratyczno-Społeczne, 40 komuniści, jeden mandat natomiast Demokratyczna Unia Ludowa. Lewica czyli PPK i PSP zdobyła łącznie 147 miejsc, tym samym partie te mogły uformować wspólny lewicowy rząd. PSP odrzuciła tę możliwość i utworzyła 16 lipca rząd mniejszościowy, premierem został Mario Soaresem.
Mimo rywalizacji, rząd otrzymał poparcie komunistów oraz częściowo prawicy z PPD. Komuniści wycofali poparcie dla rządu socjalistycznego po decyzji centrolewicy, która pozwalała odzyskiwać wcześniejszym właścicielom kapitał znacjonalizowany po rewolucji (zwrócono 10% gruntów rolnych znacjonalizowanych przez koalicyjny rząd PSP, MFA, PPK oraz PPD).
Część działaczy niezadowolona z odmiennej polityki gospodarczej od tej, którą PSP realizowała w czasie koalicji z MFA i PPK, w styczniu 1977 roku wystąpiła z partii, na czele socjalistów stał Lopes Cardoso, minister rolnictwa stojący na czele lewicowego skrzydła socjalistów. Rok później działacze ci utworzyli UEDES, Unię Lewicy Demokratyczno-Socjalistycznej. Po rozłamie doszło do kryzysu rządowego, 8 grudnia 1977 roku rząd podał się do dymisji. Kryzys rządowy trwał przez siedem tygodni, socjaliści zdecydowali się na koalicję z prawicowym Centrum Demokratyczno-Społecznym, tym samym rząd uzyskał większość 149 mandatów.
Rząd ze względu na udział prawicy skrytykowany został przez PPK i część działaczy PSP. Rząd rozpadł się w lipcu 1978 roku. Socjaliści nie zgodzili się na żądanie prawicy, aby polityka ekonomiczna rządu dotycząca m.in. reformy rolnej w większym stopniu uwzględniała warstwy ziemiańskie. W obliczu takich żądań socjaliści zerwali umowę koalicyjną. Tym samym rozpisano przedterminowe wybory zaplanowane na grudzień 1979 roku, tym samym po dwóch latach rządów PSP utraciła władzę.
W okresie przed wyborami istniały trzy rządy powołane przez prezydenta, generała Antonio Ramalho, składały się one z polityków prawicy niezwiązanych z żadną z partii.

#### W opozycji
Wybory z grudnia skończyły się utworzeniem koalicyjnego rządu prawicowego zgrupowanego w prawicowym Sojuszu Demokratycznym. Do bloku weszło kilka partii; Partia Socjaldemokratyczna (dawniej Partia Ludowo-Demokratyczna), Centrum Demokratyczno-Społeczne i marginalna Ludowa Partia Monarchistyczna. Łącznie Sojusz Demokratyczny posiadał 128 mandatów, premierem został Francisco Sa Carneiro, lider Partii Socjaldemokratycznej. PSP straciło liczbę głosów, odnotowując 27,4% poparcia i tracąc liczbę mandatów. Konkurencyjna Partia Komunistyczna zwiększyła poparcie do 19%. Po raz pierwszy od rewolucji goździków partie lewicowe straciły większość parlamentarną.
W styczniu 1980 roku obradowała Komisja Krajowa socjalistów. W czasie obrad widoczne były różnice między frakcjami „technokratów”, którzy dążyli do zdobycia szerszego poparcia prawicowego, a frakcją „historyczną” pochodzącej z weteranów partii, z których duża część prowadziła walkę z reżimem Salazara i Caetano. „Historycy” dążyli do odbudowy wizerunku PSP jako siły konsekwentnie lewicowej. Frakcję „historyczną” poparł związany z partią Powszechny Związek Pracujących (UGT). W wyniku wewnętrznych tarć z kierownictwa wykluczeni zostali „historyczni”, a umocniona została frakcja prawicowa.
W wyborach, które odbyły się w październiku, wygrał ponownie Sojusz Demokratyczny, który tym razem zdobył 134 miejsc. PSP wystartowało wspólnie z dwoma mniejszymi ugrupowaniami socjalistycznymi. Zdobyli oni razem 74 mandatów. W wyborach prezydenckich w tym samym roku zwyciężył zbliżony do lewicy, generał António Ramalho Eanes, pokonał on generała Antonio Soaresa Carneiro, kandydata skrajnie konserwatywnego wystawionego przez Sojusz Demokratyczny.

## Polityka zagraniczna
PSP przyczyniła się do procesu dekolonizacji. Partia konsekwentnie opowiadała się za nadaniem koloniom pełnej niepodległości, sprzeciwiając się pomysłom nadania im autonomii.
W polityce zagranicznej PSP zależało na zbliżeniu do pozostałych państw Europy zachodniej. Mario Soares jako minister spraw zagranicznych w czasie rewolucji zabiegał o nawiązanie więzów gospodarczych z Europą zachodnią. Deklarował on że Portugalia powinna na stałe związać się z Europą zachodnią przy jednoczesnym zachowaniu niezależności narodowej. Polityka ta miała dwa oblicza; z jednej strony socjaliści chcieli zakończenia okresu izolacji zapoczątkowanego w czasach Salazara a z drugiej strony partia chciała upewnić zachodnie rządy, że Portugalia pójdzie drogą integracji europejskiej. Partia Socjalistyczna poparła przystąpienie Portugalii do Europejskiej Wspólnoty Gospodarczej. Dla porównania, druga z głównych partii lewicowych kraju, PPK, często krytykowała zbytni entuzjazm integracji z EWG. Zdaniem PSP układ Portugalii i EWG z 1972 roku nie był wystarczający, socjaliści byli zwolennikami uzyskania przez Portugalię statusu pełnego członka EWG.
Oprócz stosunków z EWG, rząd socjalistów rozwijał stosunki z poszczególnymi krajami Europy zachodniej. W 1975 roku Soares odbył podróż po szeregu państw europejskich, we wrześniu i grudniu złożył wizytę w Republice Federalnej Niemiec. Ważnym aspektem w polityce zagranicznej PS były stosunki z NATO i Stanami Zjednoczonymi. Socjaliści uważali że członkostwo w NATO jest związane z polityką europejską. W czasie istnienia rządu tymczasowego, centrolewica krytykowała NATO za brak zaufania do Portugalii. Widoczny był pewien dystans NATO do Portugalii, kraj został np. wykluczony z grupy planowania nuklearnego czego bezpośrednim powodem był udział w rządzie komunistów.
Stany Zjednoczone po rewolucji obawiały się o utratę swoich baz na portugalskich wyspach Azory, politykę wzajemnego zaufania między USA a Portugalią przywrócił Soares.
Oprócz współpracy z krajami bloku zachodniego, PSP podobnie jak pozostałe partie rządu tymczasowego postulowała nawiązanie stosunków z krajami bloku wschodniego. Głównym kierunkiem orientacji politycznej Portugalii pozostawała Europa zachodnia. Soares deklarował rozwijanie stosunków z blokiem wschodnim, państwami arabskimi i Trzecim Światem. W okresie sprawowania przez niego funkcji ministra, Portugalia otworzyła się na kontakty z ZSRR. Soares w styczniu 1975 roku złożył w Związku Radzieckim oficjalną wizytę.
Portugalia nawiązała bliskie stosunki z Wielką Brytanią rządzoną przez Partię Pracy. Laburzyści wspierali portugalskich socjalistów jeszcze w okresie opozycyjnej działalności na emigracji. W lutym 1975 roku, Portugalię odwiedził minister spraw zagranicznych Wielkiej Brytanii, James Callaghan.

## Ideologia
PSP jest członkiem Międzynarodówki Socjalistycznej i Partii Europejskich Socjalistów. PSP oficjalnie odcina się od socjaldemokracji uważając że „socjalizm w wolności” jest portugalską wersją idei socjalistycznych. Program partii oficjalnie zakładał eliminacje kapitalizmu. Poza względami teoretycznymi, w praktyce program PSP jest mocno zbliżony do programów zachodnioeuropejskich partii socjaldemokracji.
Do zbliżenia do partii socjaldemokratycznych doszło po zwrocie PSP w prawo w okresie po rewolucji goździków. Partie socjaldemokratyczne apelowały o pomoc dla portugalskich socjalistów. Obradujące od 12 do 13 lipca 1975 roku, Biuro Międzynarodówki Socjalistycznej ogłosiło apel do partii lewicowych rządzących w swoich krajach o udzielenie pomocy PSP. 1-2 sierpnia 1975 roku w stolicy Szwecji, Sztokholmie, odbyło się spotkanie liderów dwunastu partii socjalistycznych i socjaldemokratycznych. Po spotkaniu utworzono komitet przeprowadzający akcje solidarnościowe z portugalskim ruchem socjalistycznym. Na czele komitetu stanął Willy Brandt z SPD. Politycy socjaldemokracji wielokrotnie wizytowali Portugalię. Stosunki na linii Międzynarodówka Socjalistyczna-PSP wpłynęły na ograniczanie relacji socjalistów portugalskich z PPK.

## Struktury
W kwietniu 1974 roku po rewolucji, PSP liczyła 30 tysięcy działaczy. Jej liczba rosła osiągając aż 80 tysięcy osób. Większość działaczy partii wywodziła się z warstw średnich, intelektualnych i części środowisk klasy robotniczej. Te same kręgi stanowiły główny elektorat socjalistów. Po 1978 roku wielu robotników zrezygnowała z popierania PSP, ze względu na reformistyczną politykę rządu socjalistów, duża część tego elektoratu zwróciła się w stronę bardziej radykalnej PPK.
Na czele partii stoi sekretarz generalny. Między zjazdami partii jej funkcjonowaniem kieruje Komisja Krajowa. Organem wykonawczym partii jest składający się z dziewięciu osób Komitet Kierownicy. W 1979 roku socjaliści utworzyli centralę związkową Powszechny Związek Pracujących który w chwili powstania zrzeszał 49 związków, liczących 450 tysięcy osób. Powstanie Powszechnego Związku Pracujących osłabiło pozycje komunistów w ruchu związkowym którzy do 1979 roku dysponowali największym związkiem, Powszechną Konfederacją Pracujących Portugalii-Narodowy Intersiindical. Pierwszym liderem związku socjalistów został Miguel Pacheco.
Organem prasowym partii jest dziennik „A Capital”.

## Sekretarze Generalni partii (jej liderzy)
- Mário Soares: 1973–1986
- Almeida Santos (przejściowo): 1986
- Vitor Constâncio: 1986–1989
- Jorge Sampaio: 1989–1992
- António Guterres: 1992–2002
- Eduardo Ferro Rodrigues: 2002–2004
- José Sócrates: 2004–2011
- António José Seguro: 2011–

### Premierzy
- Mário Soares: 1976–1978, 1983–1985
- António Guterres: 1995–2002
- José Sócrates: 2005–2011

### Prezydenci
- Mário Soares: 1986–1996
- Jorge Sampaio: 1996–2006

## Poparcie
| Wybory | Poparcie | Zmiana punktów procentowych | Mandaty (Zgromadzenie Narodowe) | Zmiana |
| ------ | -------- | --------------------------- | ------------------------------- | ------ |
| 1976   | 36,67%   | -                           | 107                             | -      |
| 1979   | 27,33%   | 9,34                        | 74                              | 33     |
| 1980   | ?        | ?                           | ?                               | ?      |
| 1983   | 36,3%    | ?                           | 101                             | ?      |
| 1985   | 20,77%   | 15,53                       | 57                              | 44     |
| 1987   | 22,24%   | 1,47                        | 60                              | 3      |
| 1991   | 29,14%   | 6,9                         | 72                              | 12     |
| 1995   | 43,93%   | 14,79                       | 112                             | 40     |
| 1999   | 43,99%   | 0,06                        | 113                             | 1      |
| 2002   | 38,60%   | 5,39                        | 96                              | 19     |
| 2005   | 46,40%   | 7,8                         | 121                             | 25     |
| 2009   | 37,88%   | 8,52                        | 97                              | 24     |
| 2011   | 28,06%   | 9,82                        | 74                              | 23     |